# Gunnar Egberg
Gunnar Anders Egberg, född 11 juni 1894 i Voxtorp, Kalmar län, död 10 augusti 1929 i Kalmar , var en svensk journalist och målare.
Han var son till kontraktsprosten August Egberg och Anna Deurell samt bror till Thor Egberg. Vid sidan av sitt arbete som journalist i Kalmar var Egberg verksam som konstnär. Han var autodidakt och medverkade i ett par utställningar på Liljevalchs konsthall, och i Nässjö. Hans konst består av oljemålningar.